# Censo dos Estados Unidos de 1810
O Censo dos Estados Unidos de 1810 foi o terceiro censo realizado nos Estados Unidos. Foi realizado em 6 de agosto de 1810. Mostrou que 7.239.881 pessoas viviam nos Estados Unidos, das quais 1.191.362 eram escravas.
O censo de 1810 incluiu um novo estado: Ohio. Os retornos do censo original para o Distrito de Columbia, Geórgia, Mississippi, Nova Jérsia e Ohio foram perdidos ou destruídos ao longo dos anos. A maioria das formas originais do Tennessee também foi perdida, além dos condados de Grainger e Rutherford.

## População por estado
| Ranking | Estado               | População |
| ------- | -------------------- | --------- |
| 01      | Nova Iorque          | 959,049   |
| 02      | Virgínia             | 877,683   |
| 03      | Pensilvânia          | 810,091   |
| 04      | Carolina do Norte    | 556,526   |
| 05      | Massachusetts        | 472,040   |
| 06      | Carolina do Sul      | 415,115   |
| 07      | Kentucky             | 406,511   |
| 08      | Maryland             | 380,546   |
| 09      | Connecticut          | 262,042   |
| 10      | Tennessee            | 261,727   |
| 11      | Geórgia              | 251,407   |
| 12      | Nova Jérsia          | 245,555   |
| 13      | Ohio                 | 230,760   |
| X       | Maine                | 228,705   |
| 14      | Vermont              | 217,713   |
| 15      | Nova Hampshire       | 183,858   |
| X       | Virgínia Ocidental   | 105,469   |
| 16      | Rhode Island         | 76,931    |
| X       | Luisiana             | 76,556    |
| 17      | Delaware             | 72,674    |
| X       | Mississippi          | 31,306    |
| X       | Indiana              | 24,520    |
| X       | Missouri             | 19,783    |
| X       | Distrito de Columbia | 15,471    |
| X       | Illinois             | 12,282    |
| X       | Alabama              | 9,046     |
| X       | Michigan             | 4,762     |
| X       | Arkansas             | 1,062     |

## População por cidade
| Ranking | Cidade             | Estado               | População | Região       |
| ------- | ------------------ | -------------------- | --------- | ------------ |
| 01      | Nova Iorque        | Nova Iorque          | 96,373    | Nordeste     |
| 02      | Filadélfia         | Pensilvânia          | 53,722    | Nordeste     |
| 03      | Baltimore          | Maryland             | 46,555    | Sul          |
| 04      | Boston             | Massachusetts        | 33,787    | Nordeste     |
| 05      | Charleston         | Carolina do Sul      | 24,711    | Sul          |
| 06      | Northern Liberties | Pensilvânia          | 19,874    | Nordeste     |
| 07      | Nova Orleães       | Luisiana             | 17,242    | Sul          |
| 08      | Southwark          | Pensilvânia          | 13,707    | Nordeste     |
| 09      | Salem              | Massachusetts        | 12,613    | Nordeste     |
| 10      | Albany             | Nova Iorque          | 10,762    | Nordeste     |
| 11      | Providence         | Rhode Island         | 10,071    | Nordeste     |
| 12      | Richmond           | Virgínia             | 9,735     | Sul          |
| 13      | Norfolk            | Virgínia             | 9,193     | Sul          |
| 14      | Washington         | Distrito de Columbia | 8,208     | Sul          |
| 15      | Newport            | Rhode Island         | 7,907     | Nordeste     |
| 16      | Newburyport        | Massachusetts        | 7,634     | Nordeste     |
| 17      | Alexandria         | Distrito de Columbia | 7,227     | Sul          |
| 18      | Portland           | Maine                | 7,169     | Nordeste     |
| 19      | Portsmouth         | Nova Hampshire       | 6,934     | Nordeste     |
| 20      | Sherburne          | Massachusetts        | 6,807     | Nordeste     |
| 21      | Gloucester         | Massachusetts        | 5,943     | Nordeste     |
| 22      | Schenectady        | Nova Iorque          | 5,903     | Nordeste     |
| 23      | Marblehead         | Massachusetts        | 5,900     | Nordeste     |
| 24      | New Haven          | Connecticut          | 5,772     | Nordeste     |
| 25      | Petersburg         | Virgínia             | 5,668     | Sul          |
| 26      | New Bedford        | Massachusetts        | 5,651     | Nordeste     |
| 27      | Lancaster          | Pensilvânia          | 5,405     | Nordeste     |
| 28      | Savannah           | Geórgia              | 5,215     | Sul          |
| 29      | Charlestown        | Massachusetts        | 4,959     | Nordeste     |
| 30      | Georgetown         | Distrito de Columbia | 4,948     | Sul          |
| 31      | Pittsburgh         | Pensilvânia          | 4,768     | Nordeste     |
| 32      | Beverly            | Massachusetts        | 4,608     | Nordeste     |
| 33      | Brooklyn           | Nova Iorque          | 4,402     | Nordeste     |
| 34      | Middleborough      | Massachusetts        | 4,400     | Nordeste     |
| 35      | Lexington          | Kentucky             | 4,326     | Sul          |
| 36      | Plymouth           | Massachusetts        | 4,228     | Nordeste     |
| 37      | Lynn               | Massachusetts        | 4,087     | Nordeste     |
| 38      | Hudson             | Nova Iorque          | 4,048     | Nordeste     |
| 39      | Hartford           | Connecticut          | 3,955     | Nordeste     |
| 40      | Reading            | Pensilvânia          | 3,462     | Nordeste     |
| 41      | New London         | Connecticut          | 3,238     | Nordeste     |
| 42      | Trenton            | Nova Jérsia          | 3,002     | Nordeste     |
| 43      | Elizabeth          | Nova Jérsia          | 2,977     | Nordeste     |
| 44      | Norwich            | Connecticut          | 2,976     | Nordeste     |
| 45      | York               | Pensilvânia          | 2,847     | Nordeste     |
| 46      | Cincinnati         | Ohio                 | 2,540     | Centro-Oeste |